# Phyllachora pretoriae
Phyllachora pretoriae är en svampart som beskrevs av Doidge 1942. Phyllachora pretoriae ingår i släktet Phyllachora och familjen Phyllachoraceae.   Inga underarter finns listade i Catalogue of Life.